# شالکسموهله
شالکسموهله (به آلمانی: Schalksmühle) یک شهر در آلمان است که در مرکیشر کرایس واقع شده‌است. شالکسموهله ۱۱٬۳۸۰ نفر جمعیت دارد.

## خواهرخوانده
شهر رولا خواهرخواندهٔ شالکسموهله هست.